# Volta Limburg Classic 2012
La Volta Limburg Classic 2012, trentanovesima edizione della corsa, valida come evento dell'UCI Europe Tour 2012 categoria 1.1, si svolse il 31 marzo 2012 su un percorso di 198 km. Fu vinta dal russo Pavel Brutt, che concluse la gara in 5h 02' 00" alla media di 39,33 km/h.
Furono 49 i ciclisti che tagliarono il traguardo.

## Squadre e corridori partecipanti
| N.      | Cod. | Squadra                      |
| ------- | ---- | ---------------------------- |
| 1-8     | VCD  | Vacansoleil-DCM              |
| 11-18   | KAT  | Katusha Team                 |
| 21-28   | LTB  | Lotto-Belisol Team           |
| 31-38   | RAB  | Rabobank Cycling Team        |
| 41-48   | COG  | Colnago-CSF Inox             |
| 51-58   | FAR  | Farnese Vini-Selle Italia    |
| 61-68   | LAN  | Landbouwkrediet-Euphny       |
| 71-78   | PRO  | Project 1T4I                 |
| 81-88   | RVL  | RusVelo                      |
| 91-98   | EUC  | Team Europcar                |
| 101-108 | APP  | Team NetApp                  |
| 111-118 | TSV  | Topsport Vlaanderen-Mercator |
| 121-128 | UHC  | UnitedHealthcare             |

| N.      | Cod. | Squadra                        |
| ------- | ---- | ------------------------------ |
| 131-138 | SKT  | An Post-Sean Kelly Team        |
| 141-148 | COL  | Colombia-Coldeportes           |
| 151-158 | RIJ  | Cyclingteam De Rijke-Shanks    |
| 161-168 | CJP  | Cyclingteam Jo Piels           |
| 171-178 | GLU  | Glud & Marstrand-LRØ           |
| 181-188 | KOG  | Koga Cycling Team              |
| 191-198 | MET  | Metec Cyclingteam              |
| 201-208 | TCC  | Team CykelCity                 |
| 211-218 | CCD  | Differdange-Magic-sportfood.de |
| 221-228 | TRS  | Team Eddy Merckx-Indeland      |
| 231-238 | TTR  | Raiko-Stölting                 |
| 241-248 | NLD  | Paesi Bassi                    |

## Ordine d'arrivo (Top 10)
| Pos. | Corridore       | Squadra          | Tempo    |
| ---- | --------------- | ---------------- | -------- |
| 1    | Pavel Brutt     | Katusha Team     | 5h02'00" |
| 2    | Simon Geschke   | Project 1T4I     | s.t.     |
| 3    | Daniel Schorn   | Team NetApp      | s.t.     |
| 4    | Pieter Serry    | Topsport Vl.     | a 4"     |
| 5    | Marc de Maar    | UnitedHealthcare | a 5"     |
| 6    | Rüdiger Selig   | Katusha Team     | s.t.     |
| 7    | Pim Ligthart    | Vacansoleil      | a 8"     |
| 8    | Aleksej Catevič | Katusha          | s.t.     |
| 9    | Sacha Modolo    | Colnago          | s.t.     |
| 10   | Rafaâ Chtioui   | Europcar         | s.t.     |